# スタームルガー・シングルシックス
スターム ルガー・シングルシックス（英: Sturm Ruger Single Six）はアメリカのスターム・ルガー社が開発した回転式拳銃。

## 特徴
1953年に発売されたスタームルガー社初のリボルバーで、.22口径の.22LR弾、もしくは.22WMR弾を使用する。
コルトSAAをベースとして開発されたため、フレームはシリンダーと一体成形のソリッドフレームを持ち、作動方式はシングルアクションオンリーである。また、SAAと異なり、再装填の際にハンマーをハーフコックせず、ローディングゲートを開けるだけでシリンダーがフリー回転するローディングゲート・メカニズムを採用している。この初期モデルはハンマーのファイアリングピンがプライマーに接しており、銃本体を落とす等して、ハンマーに強い打撃が加わると不用意に激発してしまう危険性があった。

## 派生型

### ニューモデル・シングルシックス
インターナルセーフティとして、スターム・ルガー社のトランスファー・バー・メカニズムを組み込み、安全性を向上させたモデル。

### シングルシックス・コンバージョンモデル
スチール製のボディーの材質をステンレス製に変更したモデル。

### シングルテン
装弾数が6発から10発に増加され、グリップ形状が中央が細いガンファイターグリップに、そしてフロントサイトが集光アクリルタイプに変更されたモデル。

### バケーロ
フルポリッシュフィニッシュの表面に加え、.357マグナム弾、および.45ロング・コルト弾を使用する大口径モデル。